# U-1023
U-1023 – niemiecki okręt podwodny (U-Boot) typu VII C/41 z okresu II wojny światowej. Okręt wszedł do służby w 1944 roku.

## Historia
Wcielony do 31. Flotylli U-Bootów celem szkolenia załogi, od marca 1945 roku w 11. Flotylli jako jednostka bojowa.
U-1023 odbył jeden patrol bojowy, podczas którego zatopił okręt wojenny – norweski trałowiec „NYMS-382” (335 t) i uszkodził statek o pojemności 7345 BRT. Trałowiec, storpedowany 7 maja 1945 roku – już po rozkazie zaprzestania działań wojennych – był ostatnim okrętem zatopionym przez U-Booty w czasie wojny. 
Poddany 10 maja 1945 roku w Portland (Anglia). Zatonął 7 stycznia 1946 roku po zerwaniu się z holu podczas transportu na miejsce zniszczenia w ramach operacji Deadlight.